# ایسخودنایا
ایسخودنایا (روسی: Исходная) یک رشته‌کوه در ناحیه خودگردان چوکوتکای کشور روسیه است.